# Serra di Castrocucco
La Serra di Castrocucco (detta anche semplicemente monte Serra) è una montagna dell'Appennino lucano sita nel comune di Maratea, in provincia di Potenza.

## Geografia
Posto a metà strada tra le frazioni Marina e Castrocucco, deve il suo nome all'antico castello posto su uno dei suoi speroni rocciosi.
Il monte, sebbene non altissimo, giace disteso sul mare, creando promontori e secche. Su uno dei promontori del monte giace la Torre Caina.

## Curiosità
- Sotto il versante settentrionale della Serra, versante detto a Pràzza, giace l'abitato di Marina di Maratea. Data la caratteristica forma della montagna, che sembra abbracciare l'intero abitato (la vetta dà l'idea - all'osservatore che lo vede da nord - di essere un viso e il promontorio verso sud-ovest sembra una mano), viene chiamato dagli abitanti ‘a mamma ‘i Marina (in dialetto locale "la mamma di Marina").